# غاري بيل
غاري بيل (بالإنجليزية: Gary Bell)‏ (4 أبريل 1947 في المملكة المتحدة - ) هو لاعب كرة قدم بريطاني في مركز الدفاع. لعب مع كارديف سيتي ونيوبورت كونتي ونادي هيرفورد وغورنال أثلتيك ‏ وBridgend Town A.F.C. ‏.

## وصلات خارجية
- غاري بيل على موقع قاعدة بيانات كرة القدم.إي يو (الإنجليزية)